# Rosenbluth-Index
Der Rosenbluth-Index (auch Konzentrationskoeffizient nach Rosenbluth) ist ein Index für die absolute Konzentration auf Märkten. Er ist ein statistisches Konzentrationsmaß und gehört zu den Konzentrationsraten. 

## Allgemeines
Er wurde 1955 von Gideon Rosenbluth entwickelt und wird benutzt, um die Konzentration (oder ungleiche Verteilung) von {\displaystyle n} Marktteilnehmern zu messen, die jeweils einen Marktanteil {\displaystyle h_{i}} haben und einen (nach abnehmenden Marktanteilen geordneten) Rang {\displaystyle i}. 
Der Rosenbluth-Index basiert auf einer grafischen Darstellung der Marktanteile: Auf der X-Achse werden (der Größe nach abnehmend sortiert) die Marktteilnehmer eingetragen, auf der Y-Achse kumuliert die Marktanteile für den ersten, die ersten beiden, die ersten drei (etc.) Marktteilnehmer. Es entsteht eine Kurve der Marktanteile von Null bis 1 (100 Prozent).

## Definition
Definiert ist der Rosenbluth-Index als:
{\displaystyle K_{R}={\frac {1}{2A}}={\frac {1}{2\left(\sum _{i=1}^{n}ih_{i}\right)-1}}}
.
Hierbei ist {\displaystyle h_{i}} die Häufigkeit der jeweiligen Ausprägung; {\displaystyle i} der Rang des Merkmalsträgers; {\displaystyle A} ist die Fläche über der Konzentrationskurve; da sie bei einem einzigen Marktteilnehmer (Monopol, 100 %) 0,5 beträgt – die Kurve halbiert das Quadrat von (0|0) bis (1|1) – wird die Fläche mit 2 multipliziert; bei einer maximalen Konzentration (Monopol, vollkommene Ungleichheit) ist deshalb der Rosenbluth-Index 1. Bei einer minimalen Konzentration (egalitäre Verteilung) ist der Rosenbluth-Index {\displaystyle {\frac {\text{1}}{\text{n}}}}. 